# The Team
The Team is een internationale politieserie uit 2015, die werd opgenomen in verschillende talen en in vijf landen (België, Denemarken, Duitsland, Oostenrijk en Zwitserland). In 2018 volgde een tweede seizoen.

## Verhaal
Wanneer drie lichamen tegelijkertijd worden teruggevonden in Antwerpen, Berlijn en Kopenhagen, roept Europol een Joint Investigation Team (JIT) in het leven. Het team staat onder leiding van hoofdinspecteur moordzaken Harold Bjørn (Lars Mikkelsen) uit Denemarken, hoofdinspecteur bij de BKA Jackie Mueller (Jasmin Gerat) uit Duitsland en hoofdinspecteur moordzaken Alicia Verbeek (Veerle Baetens) uit België. De slachtoffers hebben alle drie een schotwonde in hun linkeroog en een afgesneden vinger, waardoor de moorden het werk lijken van eenzelfde dader. Het team ontdekt echter al snel dat er meer achter de moorden schuilt. Ze zullen het moeten opnemen tegen de bikkelharde leider van een gewetenloze Europese criminele organisatie.

## Afleveringen
- Aflevering 1
  - Drie vrouwen worden dood teruggevonden in Antwerpen, Berlijn en Kopenhagen. Ze zijn alle drie in het linkeroog geschoten en missen een vinger. Net voor hun dood kregen ze stuk voor stuk bezoek van de Belgische journalist Jean-Louis Poquelin. Europol zet een Joint Investigation Team op poten onder leiding van Harald Bjørn uit Denemarken, Jackie Mueller uit Duitsland en Alicia Verbeek uit België. Wat op het eerste gezicht brutale moordpartijen lijken van één en dezelfde dader, blijkt al snel een veel grotere zaak te worden. De onderzoekers komen een gelijkaardige moord, die zes jaar geleden gepleegd werd, op het spoor. En het ziet ernaar uit dat er nog meer levens in gevaar zijn. Het team trekt op onderzoek in Europa en zal het moeten opnemen tegen een wijdverspreid crimineel netwerk.
- Aflevering 2
  - Het team komt de Litouwse miljardair Marius Loukauskis op het spoor. Hij wordt ervan verdacht aan het hoofd te staan van een internationaal crimineel netwerk dat bekendstaat voor mensenhandel en gedwongen prostitutie. Europol wil hem al langer inrekenen maar tot nu toe is hij altijd onaantastbaar gebleken. De bekende Duitse jazz-zangeres Iris Gabler looft een beloning uit aan iedereen die informatie kan geven die kan leiden tot de arrestatie van de moordenaar van een van de prostituees, die haar dochter blijkt te zijn.
- Aflevering 3
  - Journalist Jean-Louis Poquelin werkte aan een boek over de Litouwse miljardair Marius Loukauskis en zijn criminele activiteiten. Daarvoor deed hij interviews met de drie prostituees die later vermoord werden. Ze getuigden tegen Loukauskis en dat zou weleens de reden kunnen zijn waarom ze vermoord werden en Poquelin gefolterd werd. Al de notities voor het boek zijn opgeslagen op een beveiligde server, maar Poquelin weigert mee te werken met de politie. Vreemd genoeg is informatie over een gelijkaardige moord zes jaar geleden verloren gegaan bij de Belgische politie.
- Aflevering 4
  - Pooier Theo Janke en zijn dochter worden dood teruggevonden. Alle ogen zijn meteen gericht op miljardair Loukauskis, nu sporen van de twee moorden naar Bruno Koopman leiden, het hoofd van de persoonlijke security van Loukauskis. Harald slaagt erin in contact te komen met een undercoveragent die infiltreerde in de organisatie van Loukauskis. Blijkt dat Loukauskis' ex-vrouw Dahlia met Bruno Koopman samenspande tegen hem nadat hij haar financieel met een zware kater achterliet na hun scheiding. Jackie volgt intussen het spoor van zangeres Iris Gabler. Die sprak haar dochter Maria nog aan de telefoon, net voordat ze vermoord werd.
- Aflevering 5
- Aflevering 6
- Aflevering 7
- Aflevering 8

## Rolverdeling

### Seizoen 1
- Lars Mikkelsen als Harald Bjørn, hoofdinspecteur moordzaken in Kopenhagen
- Jasmin Gerat als Jackie Mueller, hoofdinspecteur bij de BKA in Berlijn
- Veerle Baetens als Alicia Verbeek, hoofdinspecteur moordzaken bij de politie van Antwerpen
- Nicholas Ofczarek als Marius Loukauskis, een Litouwse miljardair
- Carlos Leal als Jean-Louis Poquelin, Belgisch journalist
- Ida Engvoll als Kit Ekdal, assistent van Harald Bjørn
- Koen De Bouw als Frank Aers, politie-inspecteur in Antwerpen en assistent van Alicia
- Miriam Stein als Natascha Stark, assistent van Jackie Mueller
- Hilde Van Mieghem als Stéphane Pernel, onderzoeksrechter en baas van Alicia en Frank
- Alexandra Rapaport als Liv Eriksen, echtgenote van Harald Bjørn
- Filip Peeters als Bruno Koopmann, de bodyguard en vertrouweling van Marius Loukauskis
- Marc Benjamin als Max Ritter, Duits geheim agent
- Jella Haase als Bianca Loukauskis
- Andreas Pietschmann als Elias Mueller, echtgenoot van Jackie Mueller
- Ole Boisen als Finn Moesgaard, assistent van Harald Bjørn
- Nadeshda Brennicke als Dahlia Loukauskis
- Lisbeth Wulff als Else Hojby, assistent van Harald Bjørn
- Sunnyi Melles als Iris Gabler
- André Hennicke als Rainer Stark
- Marijke Pinoy als Justine Verbeek, de moeder van Alicia
- Line Pillet als Fifi Verbeek, de jongere zus van Alicia

Met Belgische gastrollen van Marijke Pinoy, Line Pillet, Gilda De Bal, Bert Haelvoet, Kim Hertogs, Begir Memeti, Kadèr Gürbüz, Manou Kersting en Joy Anna Thielemans.

### Seizoen 2
Het tweede seizoen speelt zich voornamelijk af in België, Denemarken en Duitsland.
- Jürgen Vogel als Gregor Weiss, een Duits politie-inspecteur
- Marie Bach Hansen als Nelly Winther, een Deens politie-inspecteur
- Lynn Van Royen als Paula Liekens, een agent van de Belgische geheime diensten
- Navid Negahban als Said Gharbour, een kunsthandelaar
- Sarah Perles als Malu Barkiri, dochter van een museumdirecteur
- Fatima Adoum als Mariam Barkiri, echtgenote van een museumdirecteur
- Marie Bäumer als Barbara
- Manuel Rubey als Tebos Meyer
- Nora von Waldstätten als Lucy Meyer
- Tom Vermeir als Jan, agent van de Belgische geheime diensten
- Steve Geerts als Axel, agent van de Belgische geheime diensten
- Erwin Steinhauer als Richard Adams
- Alireza Bayram als Karim Dadju
- Melanie Winiger als Sabine
- Luna Wedler als Claudia Weiss, dochter van Gregor
- Joren Seldeslachts als Thomas, partner van Paula
- Mark Heap als Albert
- Josephine Park als Helle Nielsen
- Anders Juul als Morten Sørensen
- Lucas Van den Eynde als Mr. van der Bourgh

Met Belgische gastrollen van Dahlia Pessemiers, Bert Haelvoet, Nora Gharib en Kadèr Gürbüz.